# 로랑 얀스
로랑 얀스(Laurent Jans, 1992년 8월 5일 ~ )는 벨기에 챌린저 프로 리그의 SK 베베런에서 수비수로 활동 중인 룩셈부르크의 축구 선수로 룩셈부르크 축구 대표팀의 주장을 맡고 있으며 마리오 무트슈, 다니엘 다 모타 등과 함께 FIFA 센추리클럽에 가입되어 있는 룩셈부르크 선수 가운데 한명이자 룩셈부르크 대표팀 국제 A매치 최다 출전 기록 보유자이다.

## 클럽 경력

### 폴라 에슈
2011년 폴라 에슈에서 데뷔한 뒤 2015년까지 팀의 주전 수비수로 활약하며 팀의 리그 2회 우승(2012-13, 2014-15) 및 1회 준우승(2013-14) 등에 이바지했다.

### SK 베베런1기
2014-15 시즌 후 벨기에 프로 리그의 SK 베베런으로 이적하여 2017-18 시즌까지 3시즌동안 베베런의 주축 수비수로 활약했다.

### SC 파더보른
2017-18 시즌이 끝난 뒤 프랑스 리그앙의 FC 메스로 이적했으나 주전 자리에서 밀려나면서 2019-20 시즌을 앞두고 독일 분데스리가 승격팀인 SC 파더보른으로 임대 이적했다.
임대 이적 후 베르더 브레멘과의 분데스리가 2019-20 14라운드 경기에서 팀의 승리를 안기면서 이주의 베스트 11에도 선정되는 등 좋은 활약을 펼쳤지만 팀이 다시 2부 리그로 강등되면서 결국 FC 메스로 복귀했다.

### 스탕다르 리에주
2020-21 시즌을 앞두고 벨기에 프로 리그의 스탕다르 리에주와 약 108억원의 이적료에 계약을 맺은 후 팀의 2020-21 시즌 벨기에 컵 준우승에 일조했다.

### 발트호프 만하임
2021년 5월 스탕다르 리에주를 떠나 네덜란드 에레디비시의 스파르타 로테르담을 거쳐 2022-23 시즌을 앞둔 2022년 8월 19일 독일 3. 리가의 발트호프 만하임으로 이적을 확정지은 후 2023-24 시즌까지 주전으로 활약했다.

### SK 베베런 2기
2023-24 시즌 이후 벨기에 챌린저 프로 리그의 SK 베베런 이적을 통해 7년만에 친정팀으로 복귀했다.

## 국가대표팀 경력

### 룩셈부르크 A대표팀
U-19 대표팀과 U-21 대표팀을 거쳐 2012년 10월 16일 이스라엘과의 2014년 FIFA 월드컵 유럽 지역 예선 F조 3차전 경기에서 국제 A매치 데뷔전이자 국제 대회 데뷔전을 치른 뒤 약 6년 후인 2019년 6월 2일 마다가스카르와의 친선 경기에서 A매치 데뷔골을 신고했다.
그 후 2018-19년 UEFA 네이션스리그 D 2조 6경기에 모두 출전하여 차기 시즌 리그 C 승격에 기여했고 2022년 FIFA 월드컵 유럽 지역 예선에서도 8경기에 모두 출전하며 룩셈부르크 축구 역사상 월드컵 유럽 지역 예선 역대 최고 성적(3승 5패)을 이끌었다.
그리고 UEFA 유로 2024 예선 J조에서도 10경기 중 9경기에 출전하여 룩셈부르크 축구 역사상 첫 메이저 대회 예선 플레이오프 진출이라는 큰 성과를 이끌어냈고 이와 더불어 리히텐슈타인과의 최종전에서 A매치 통산 100번째 경기에 출전하며 FIFA 센추리클럽 가입을 이뤄냈으며 2024년 6월 6일 열린 프랑스와의 친선 원정 경기에도 선발로 출전하며 마리오 무트슈 현 룩셈부르크 대표팀 수석 코치 겸 U-19 대표팀 감독의 102경기를 넘어 룩셈부르크 대표팀 역대 A매치 최다 출전 기록을 경신했다.

## 수상

### 클럽
폴라 에슈
- 룩셈부르크 내셔널디비전 : 우승 (2012-13, 2014-15), 준우승 (2013-14)

 스탕다르 리에주
- 벨기에 컵 : 준우승 (2020-21)

### 개인
- 독일 분데스리가 이주의 베스트 11 : 2019-20

## 같이 보기
- A매치 100경기 이상 출전한 축구 선수 명단